# Грб Камеруна
Грб Камеруна је званични хералдички симбол афричке државе Републике Камерун. Грб је усвојен 1986. године. Нови грб је модификованија верзија старог из 1960. године.

## Опис
Грб се састоји од штита изнад и испод којег су траке са геслом. Иза штита се налазе два укрштена свежња прућа. Штит се састоји од истих основних боја као и застава. У централном, црвеном делу штита налази се вага иза које су обриси изгледа државе.
На траци испод штита налази се пуно име државе на француском и енглеском језику. Изнад штита стоји државно гесло „мир, рад, домовина“, такође на оба језика. Свежњеви прућа су симбол ауторитета државе, а вага представља правду.
Верзија грба пре усвајања новог 1986, садржавала је гесла само на француском језику. Горе је стајао натпис „République du Cameroun – 1er Janvier 1960“, а доле гесло „мир, рад, домовина“. На штиту се у зеленом и жутом пољу налазила по једна плава петокрака звезда, док у црвеном пољу није било жуте звезде. Због тога су се вага и обриси државе протезали до врха штита.